# Alexander Kucera

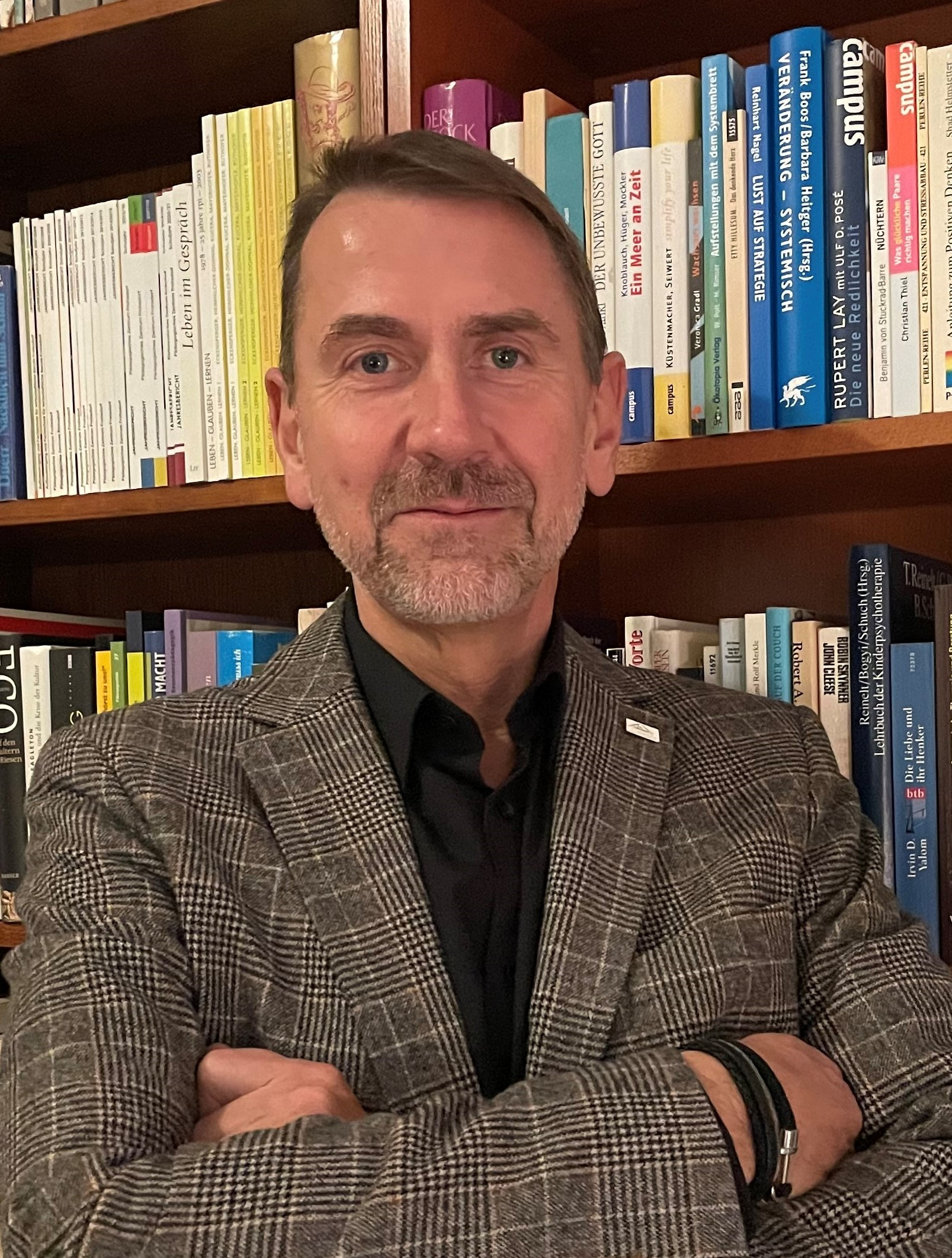
Kucera (2021)

Alexander Kucera (* 29. Mai 1967 in Wien) ist ein österreichischer Pädagoge, Psychotherapeut und Buchautor. Kucera ist Gründer und Leiter mehrerer Katholischer Privatschulen mit Öffentlichkeitsrecht im Schulverein Institut Sta. Christiana.

## Werdegang
Kucera besuchte die Volksschule und das Gymnasium in Wien-Hietzing und studierte in der Folge Psychologie, Philosophie und Theologie an der Universität Wien und an der Harvard University, Boston, USA. 1989 schloss er seine Studien der Psychologie und Philosophie mit dem akademischen Grad Mag. phil. ab. 1992 schloss er das Studium der Theologie mit dem akademischen Grad Mag. theol. ab. 1999 promovierte er zum Doktor der Philosophie. Im Jahr 2000 folgte der Abschluss der Ausbildung zum Psychotherapeuten und die Eintragung in die Liste der Psychotherapeuten des Bundesministeriums für Arbeit, Soziales, Gesundheit und Konsumentenschutz.
Kucera arbeitet seit 1989 als Pädagoge in verschiedenen berufsbildenden Schulen. Daneben war er von 1996 bis 2007 in der Lehreraus-, Fort- und Weiterbildung am Religionspädagogischen Institut der Erzdiözese Wien und in Folge bis 2009 als Hochschullehrer der Kirchlichen Pädagogischen Hochschule Wien/Krem beschäftigt. Kucera war von 1996 bis 2002 als Konsiliar-Psychotherapeut am NÖ Sozialpädagogischen Zentrum Hinterbrühl beschäftigt und ist seit 1998 als niedergelassener Psychotherapeut in eigener Praxis selbständig tätig.  Er ist Autor mehrerer Bücher und Artikel und Co-Autor einer vierbändigen Schulbuchreihe für den Religionsunterricht der Sekundarstufe II.
Kucera ist verheiratet, lebt in Kottingbrunn/Niederösterreich und Vater zweier Töchter.

## Ehrenamtliche Tätigkeit
Kucera war von 2005 bis 2008 Vorsitzender des Katholischen Familienverbandes der Erzdiözese Wien. Seit 2017 ist er Direktor-Stellvertreter, dann Präsidentin-Stellvertreter im Internationalen Bildungsnetzwerk PILGRIM.